# Ужалье
Ужалье — деревня в Спасском районе Рязанской области. Входит в Киструсское сельское поселение.

## География
Находится в центральной части Рязанской области на расстоянии приблизительно 10 км на северо-восток по прямой от районного центра города Спасск-Рязанский на левобережье Оки.

## История
Деревня была отмечена на карте еще 1797 года (тогда Ужилье). На карте 1850 года показана как поселение с 47 дворами. В 1859 году здесь (тогда деревня Спасского уезда Рязанской губернии) было учтено 56 дворов, в 1897 — 66.

## Население
Численность населения: 490 человек (1859 год), 660 (1897), 121 в 2002 году (русские 98 %), 68 в 2010.